# الجذول (الجميمة)

تعديل مصدري - تعديل

الجذول هي إحدى قرى عزلة مسويا بمديرية الجميمة التابعة لمحافظة حجة، بلغ تعداد سكانها 153 نسمة حسب تعداد اليمن لعام 2004.